# Krapovickasia
Krapovickasia es un género botánico con cinco especies de plantas con flores perteneciente a la familia  Malvaceae. Es originario de Sudamérica. Fue descrito por Paul Arnold Fryxell y publicado en Brittonia 30(4): 456, en el año 1978.

## Especies
- Krapovickasia araujoana
- Krapovickasia flavescens
- Krapovickasia macrodon
- Krapovickasia physaloides
- Krapovickasia urticifolia